# Västervik Speedway
Västervik Speedway är en svensk speedwaysektion inom Westerviks Motorsportklubb (WMSK), vars lag är baserat i Västervik, Småland och kör i Elitserien. WMSK grundades år 1922 och speedwaysektionen kom till 1952. Klubben deltog i seriesystem första gången 1966 som Skepparna, men ändrades 1993 till förmån för dagens namn.
Västervik hade sitt första lag i seriesystemet 1966 och har kört i Elitserien, numera Bauhausligan, sedan 1991 med undantag för en kortare sejour i Allsvenskan mellan 2015 och 2017 då klubben valde att tacka nej till att ta steget upp i högstaligan av ekonomiska skäl. Hemmabanan är Hejla arena som ligger vid infarten till Västervik. I folkmun kallas banan Ljungheden då den är belägen vid det området. Publikrekordet ligger på 9 398 åskådare och kommer från SM-finalen mot ärkerivalen Dackarna, den 3 oktober 2007. Banrekordet är 55,1 och sattes av Nicki Pedersen i en grundseriematch mot Masarna den 20 augusti 2018.
Västervik speedway tog sitt första och hittills enda SM-guld den 28 september 2005 då man besegrade Vetlanda speedway, då kallat VMS Elit, med totalt 99–93 över de två finalmötena.

## Historia

### 1922–1991: Etablering
Intresset för motorcyklar 1922 var så pass stort i Västervik att Einar Sandström och Axel Johansson kom på idén att samla alla intresserade i en klubb. Vid ett sammanträde den 2 augusti 1922 bildades Västerviks Motorcykelklubb som numera heter Westerviks Motorsportklubb. 1946 började klubben diskutera anläggandet av en speedwaybana och 1952 låg den klar vid Ljungheden. I och med tillkomsten av Ljungheden steg intresset för speedway. Speedwaybanan delade klubben dock med fotbollsklubben Jenny BK som alltså spelade sina matcher i mitten av speedwayplanen. När speedwaybanan byggdes om gjorde man kurvorna kortare, vilket i sin tur ledde till att fotbollsplanen försvann.
Första seriematchen på Ljungheden kördes 1966 och i Skepparnas premiärlag ingick Lennart Karlsson, Thorbjörn Ohlsson, Thorwald Karlsson, Rojne Lindgren samt Sune Stark. 1978 gjorde Skepparna debut i allsvenskan, landets då högsta serie, men sejouren blev bara ettårig. Nyförvärvet Bengt Jansson blev ettårsfall och fick inte köra några matcher. 1980 var laget tillbaka i högsta serien och blev fyra i elitserien sedan det blivit seger i samtliga hemmamatcher. I laget ingick bland andra Bengt Jansson, Tommy Johansson, Jan Johansson, Kalle Lindgren, Jerry Karlsson samt Christer Nilsson. 1981 åkte man återigen ur högsta serien. Den 8 maj 1982 tog Skepperna sin största seger hittills i klubbens historia då Rospiggarna besegrades med 76–20, ett +/- på hela +56.

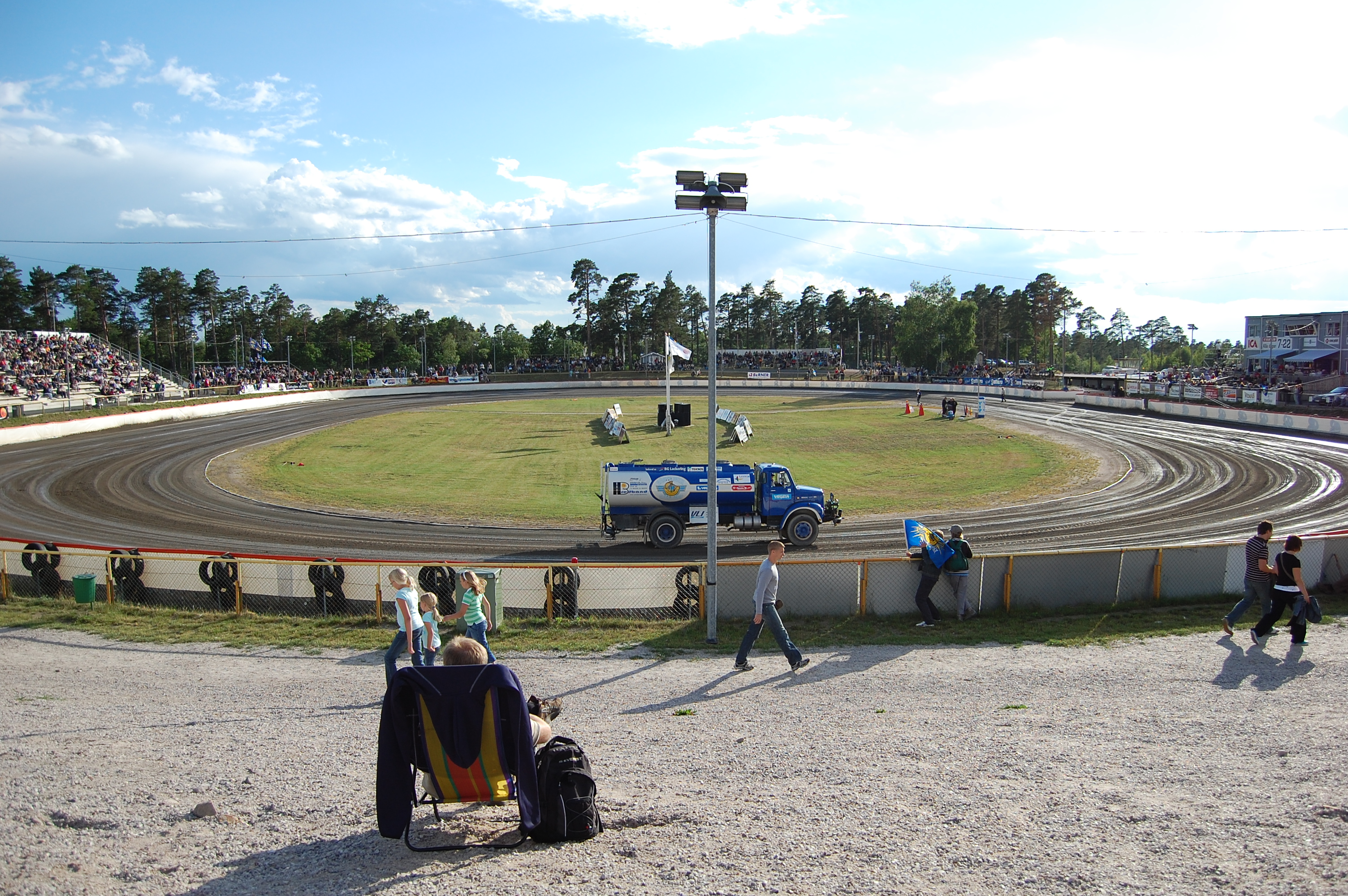
Ljungheden, numera Hejla Arena efter sponsorskäl.

Sedan dröjde det ända till 1991 innan det blev elitseriespeedway på Ljungheden igen. I mitten av 1980-talet var det ett par tunga år för Skepparna som åkte ner i division 2.

### 1992–2018: Namn byte, SM-guld och rekonstruktion
1992 beslutade föreningen att byta namn från Skepparna till Västervik Speedway. Samma år värvade klubben Sam Ermolenko (som kom att bli världsmästare det året) och slutade 3:a i högsta ligan, vilket då var lagets högsta placering någonsin.  
Efter återkomsten till elitserien 1991 körde Skepparna/Västervik i högsta serien i 24 raka säsonger innan det blev nedflyttning till Allsvenskan inför 2015.
Med värvningen av polske stjärnan Tomasz Gollob inför 2001 påbörjades en satsning där Västervik skulle vara med och utmana om SM-guldet. Totalt blev det tio säsonger för Gollob i Västervik och han är klubbens främsta poängplockare i elitserien. Gollob blev även världsmästare 2010.

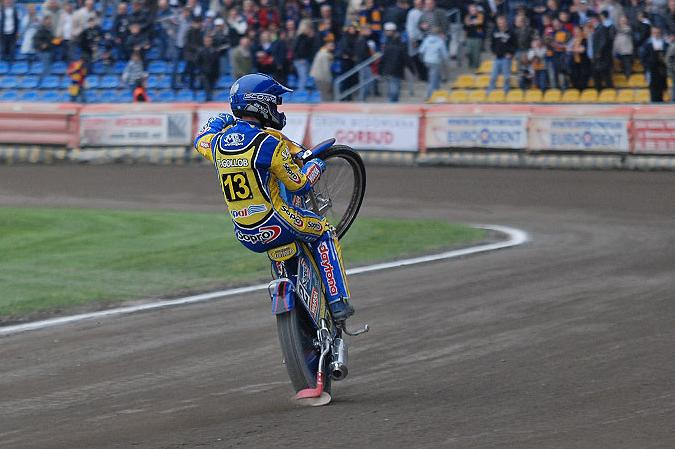
Tomasz Gollob är Västerviks främsta poängplockare i Elitserien.

Västervik blev svenska mästare för första gången i historien 2005 då man slog VMS Elit (Elit Vetlanda) i finalen. Klubben var mellan 2005 och 2007 i final tre år i rad. I prisskåpet finns även två SM-silver och tre SM-brons.
Framgångarna i mitten av 2000-talet fick en bitter eftersmak med en ekonomi som inte var i balans. Föreningen tvingades till en rekonstruktion för att undvika konkurs. 2011 åkte laget ur elitserien, men räddades av Rospiggarna som inte valde att ta steget upp. 2014 var dock epoken över när Västervik åkte ur elitserien efter att bara ha tagit tre poäng. Det blev tre säsonger i allsvenskan innan klubben var tillbaka på högsta nivå igen inför 2018. Noterbart är att Västervik vann Allsvenskan två av dessa tre säsonger de spelade i serien, men valde att tacka nej till ett avancemang. Mellan säsongerna 2016 och 2017 i Allsvenskan förlorade Västervik endast två matcher av 20.

### 2018–nutid: Storklubb era
Den legendariska lagledaren Morgan Andersson återvände till klubben redan inför säsongen 2016 och efter att ha tagit hem Allsvenskan två år i följd fortsatte han sin resa in i den nya eran i Elitserien. Andersson förvandlade successivt Västervik till ett stabilt topplag i Elitserien. Redan under den första säsongen tillbaka i högstaligan tog Andersson laget till SM-semifinal, och sedan dess har prisskåpet fyllts på med ett SM-brons och ett SM-silver. Säsongen 2023 blev klubbens mest framgångsrika säsong sedan 2007 med såväl SM-silver som seger i publikligan.

Västervik möter ärkerivalerna Dackarna i en grundseriematch säsongen 2023.

## Truppen 2025
| Förare           | Snitt |
| ---------------- | ----- |
| Robert Lambert   | 2.368 |
| Mads Hansen      | 1.813 |
| Fredrik Lindgren | 1.677 |
| Jacob Thorssell  | 1.586 |
| Bartosz Smektala | 1.544 |
| Matias Nielsen   | 1.514 |
| Tai Woffinden    | 1.342 |
| Tom Brennan      | 1.250 |
| Noel Wahlqvist   | 0.750 |
| Anton Karlsson   | 0.652 |
| Emil Millberg    | 0.500 |
| Adam Carlsson    | 0.500 |

Lagledare:  Morgan Andersson
Assisterande lagledare:  Christian Carlsson

## Meriter
- SM-guld: 2005
- SM-silver: 2006, 2007, 2023
- SM-brons: 1993, 2001, 2021

## SM-guldet 2005
År 2005 vann Västervik SM-Guld inför 7264 åskådare mot VMS Elit (Elit Vetlanda). Första Finalen mellan Västervik och VMS Elit slutade 52–44 och andra finalen slutade 49–47, totalt 99–93.
Då bestod laget av:
- Tomasz Gollob
- Bjarne Pedersen
- Niels Kristian Iversen
- Jacek Gollob
- Sebastian Ulamek
- Peter Ljung
- Robert Johansson
- Tomasz Chrzanowski
- Sebastian Ulamek
- Matej Ferjan
- Slawomir Drabik
- Johan Engman
- Robert Lönnblom

Lagledare: Patrik Olsson

### Grundserien
Grundserien kördes 26 april–6 september 2005.
| Pos | Klubb              | Matcher | Vinster | Oavgjorda | Förluster | Poäng + | Poäng − | Poängskillnad | Lagpoäng |
| --- | ------------------ | ------- | ------- | --------- | --------- | ------- | ------- | ------------- | -------- |
| 1   | Västervik Speedway | 18      | 14      | 1         | 3         | 952     | 772     | 180           | 35       |
| 2   | VMS Elit           | 18      | 11      | 2         | 5         | 934     | 793     | 141           | 32       |
| 3   | Dackarna           | 18      | 11      | 1         | 6         | 914     | 814     | 100           | 30       |
| 4   | Smederna           | 18      | 11      | 0         | 7         | 887     | 838     | 49            | 28       |
| 5   | Masarna            | 18      | 10      | 2         | 6         | 869     | 857     | 12            | 28       |
| 6   | Rospiggarna        | 18      | 8       | 1         | 9         | 866     | 861     | 5             | 21       |
| 7   | Piraterna          | 18      | 8       | 0         | 10        | 818     | 866     | –48           | 20       |
| 8   | Indianerna         | 18      | 5       | 0         | 13        | 770     | 914     | –144          | 11       |
| 9   | Vargarna           | 18      | 4       | 1         | 13        | 782     | 942     | –160          | 11       |
| 10  | Kaparna            | 18      | 4       | 0         | 14        | 796     | 931     | –135          | 9        |

Pos = Position; S = Spelade matcher; V = Vunna matcher; O = Oavgjorda matcher; F = Förlorade matcher;
 PF = Poäng för laget i matcher; PM = Poäng mot laget i matcher; PSK = Poängskillnad för laget i matcher; P = Poäng
|  |                        |
|  | Klara för slutomgångar |
|  | Nedflyttade            |

### Semifinalen
- 13 september 2005: Luxo Stars–Västervik 45–51
- 14 september 2005: Västervik–Luxo Stars 58–38 (totalt 109–83 till Västervik Speedway)

### Finalen
- 27 september 2005: VMS Elit–Västervik 49–47
- 28 september 2005: Västervik–VMS Elit 52–44 (totalt 99–93 till Västervik Speedway)

## Tabellplacering (2014–2024)
| Säsong                  | Liga        | Nivå | Placering | Slutspel        |
| ----------------------- | ----------- | ---- | --------- | --------------- |
| 2014                    | Elitserien  | 1    | 8:a       | –               |
| 2015                    | Allsvenskan | 2    | 3:a       | –               |
| 2016                    | Allsvenskan | 2    | 1:a       | –               |
| 2017                    | Allsvenskan | 2    | 1:a       | –               |
| 2018                    | Elitserien  | 1    | 5:a       | semifinal       |
| 2019                    | Elitserien  | 1    | 3:a       | semifinal       |
| 2020                    | Elitserien  | 1    | 7:a       | semifinal       |
| 2021                    | Elitserien  | 1    | 2:a       | semifinal (3:a) |
| 2022                    | Elitserien  | 1    | 3:a       | kvartsfinal     |
| 2023                    | Elitserien  | 1    | 1:a       | final (2:a)     |
| 2024                    | Elitserien  | 1    | 2:a       | semifinal       |
| Totalt antal SM-guld: 1 |             |      |           |                 |

## Supportrar
Västervik Speedway är den sport i Västervik som lockar flest antal åskådare till sina hemmamatcher, följt av ishockeyklubben Västerviks IK. Vanligtvis ligger Västervik Speedways publiksnitt runt 2 000–3 000 per säsong. När laget gick upp till Elitserien 2018 stod klubben för Sveriges största publikökning med ett publiksnitt på 2 252 personer – en ökning med 118%.
År 2023 etablerades klubbens officiella supporterförening, West Bay Skippers om på nytt, efter att den varit inaktiv ett par år. Samma år ökade klubbens publiksnitt något enormt, från 2 419 till 3 718 åskådare, en ökning på 35%. Totalt sågs de åtta hemmamatcherna av 29 750 åskådare. Detta ledde till att Västervik vann publikligan över tvåan Dackarna.

## Rivaler
Västerviks främsta rivaler är Dackarna från Målilla. Då båda klubbarna är belägna i Småland och åtskilds endast med 8,5 mil lockar mötena allt som ofta storpublik till banorna. Västervik delar även en viss rivalitet med den andra Smålands-klubben, Lejonen från Gislaved och även Vargarna från grannlandskapet Östergötland.

## Ekonomi

### Nära konkurs: 2010
Västervik hade stora ekonomiska problem under säsongen 2009 och var ett tag mycket nära att gå i konkurs. Tack vare privata finansiärer räddades dock verksamheten. Västervik hade vid årsskiftet 2010 skulder på cirka 1,2 miljoner kronor, en summa som Svemos elitlicensmanual inte tillät. Detta gjorde att Svemos inte beviljade klubben licens för att köra i Elitserien inför säsongen 2011. Västervik betalade dock av sina skulder, som till största del låg i att förarna inte hade fått betalt för matcherna man kört för klubben. När förarna sedan hade fått lönen för säsongens tävlingar och alla andra skulder var betalda ansökte Västervik hos Svemos styrelse om rekonstruktion. Detta beviljades sedan av Svemos och Västervik klarade elitlicensen och kunde därmed fortsätta sin verksamhet.

### Dagens ekonomi: 2023
Under 2020-talet har Västervik Speedway legat bland dem bättre klubbarna när det kommer till ekonomi. Mycket tack vare att intresset för sporten och laget har ökat i staden, vilket gett högre inkomster under matchdagar. År 2023 ökade Västervik kommun sitt bidrag till klubben från 250 000/300 000 kronor till 400 000 kronor.

## Noterbara förare

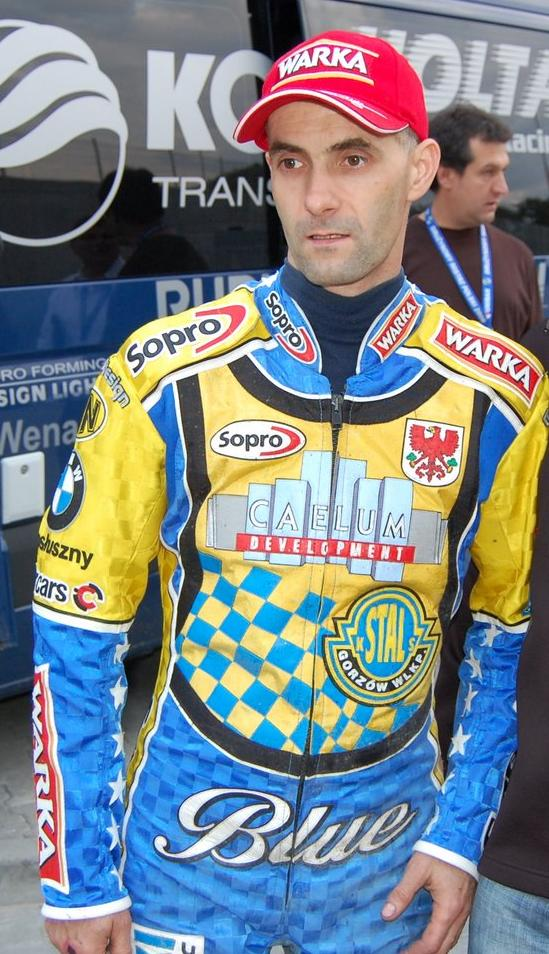
Tomasz Gollob (2001–2010)
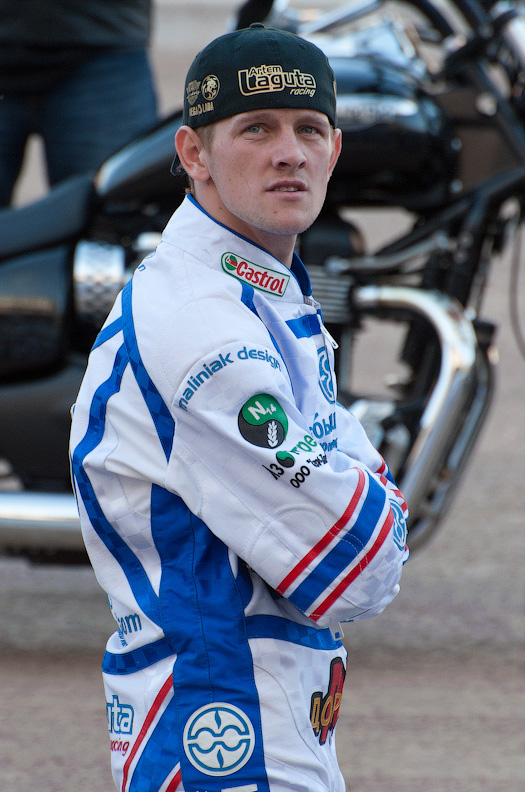
Artem Laguta (2021)
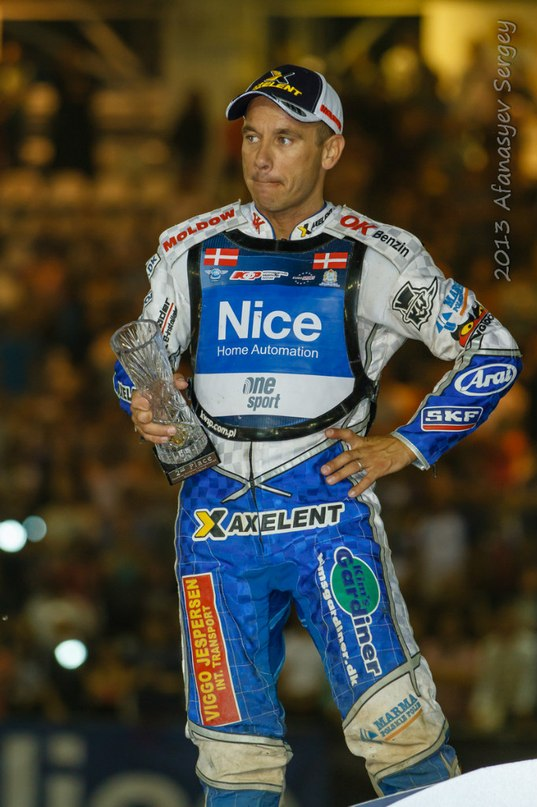
Nicki Pedersen (1999–2001, 2018–2019)
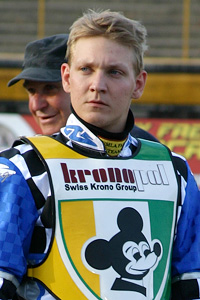
Fredrik Lindgren (2023)
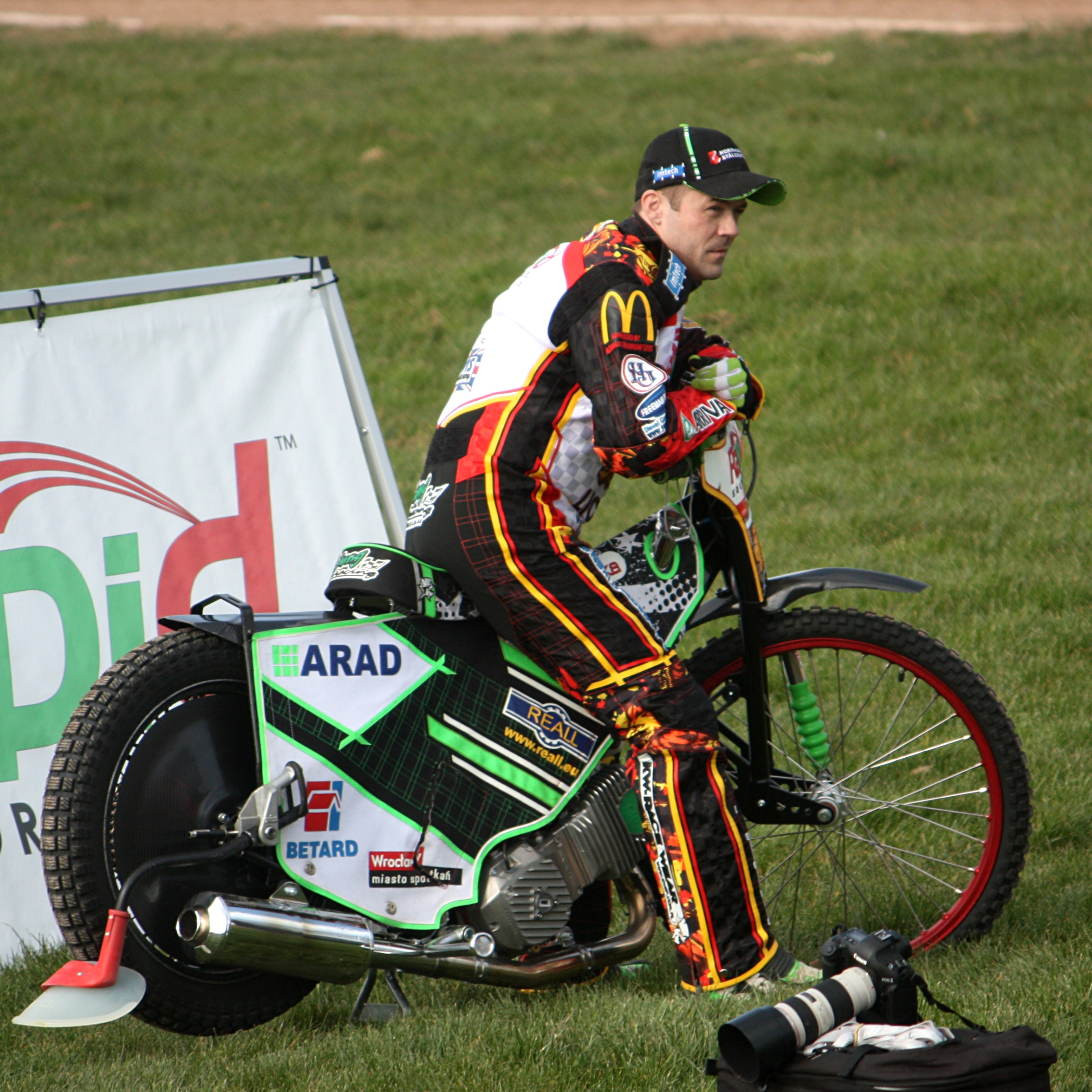
Peter Ljung (2011–2014, 2018–2019, 2022)
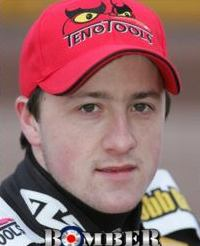
Chris Harris (2006–2013)
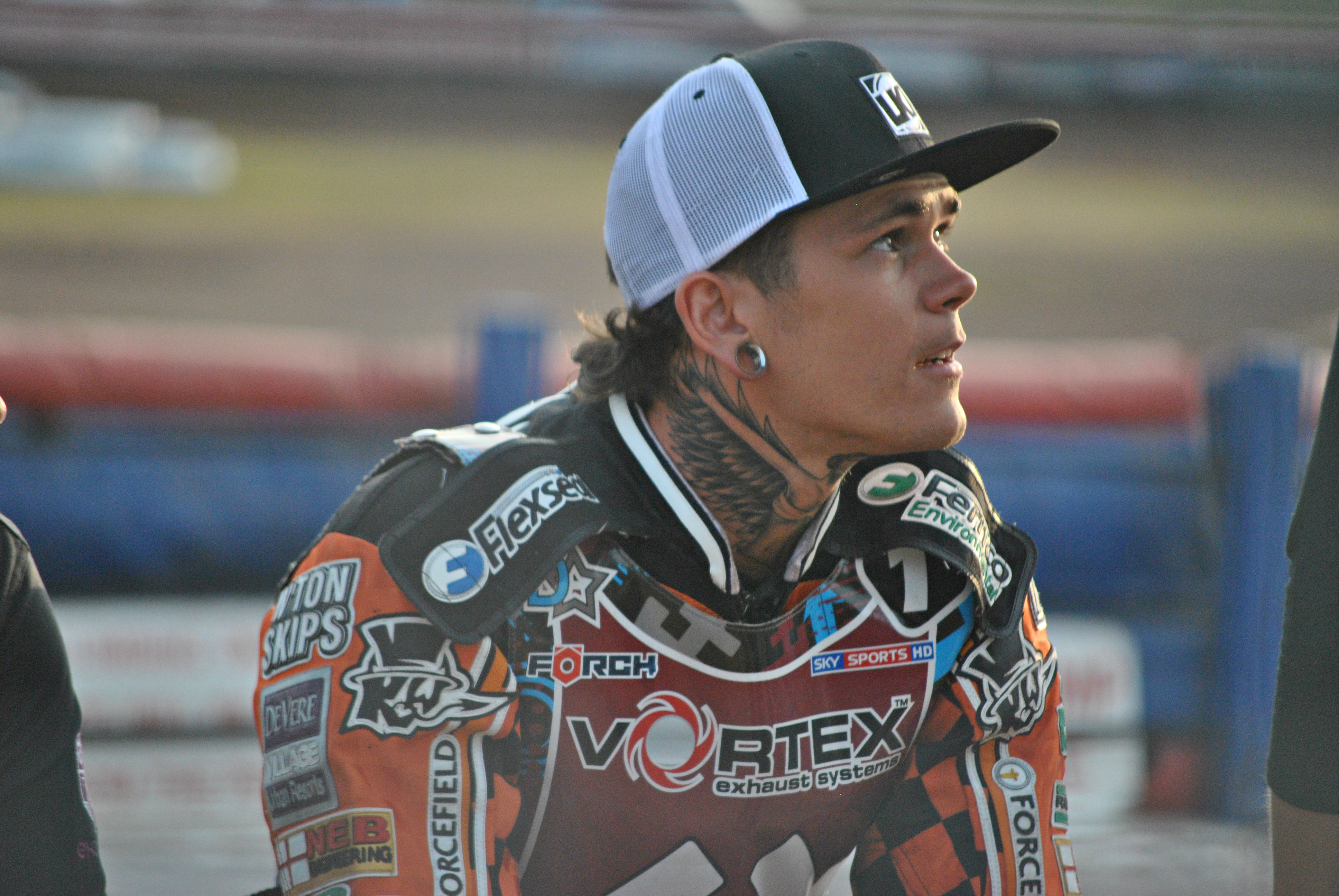
Tai Woffinden (2023–2024)
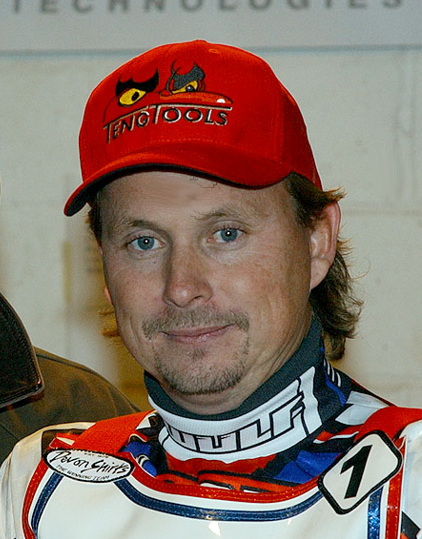
Todd Wiltshire (1991, 1999–2003, 2006)
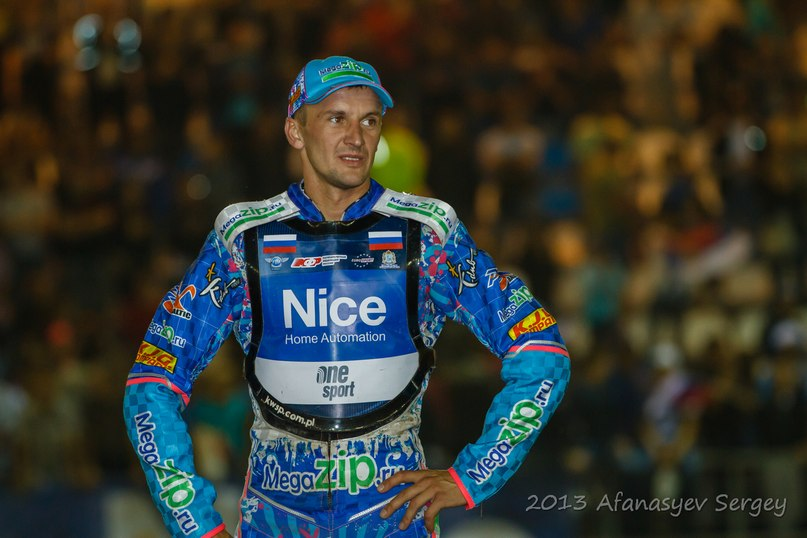
Grigory Laguta (2008)
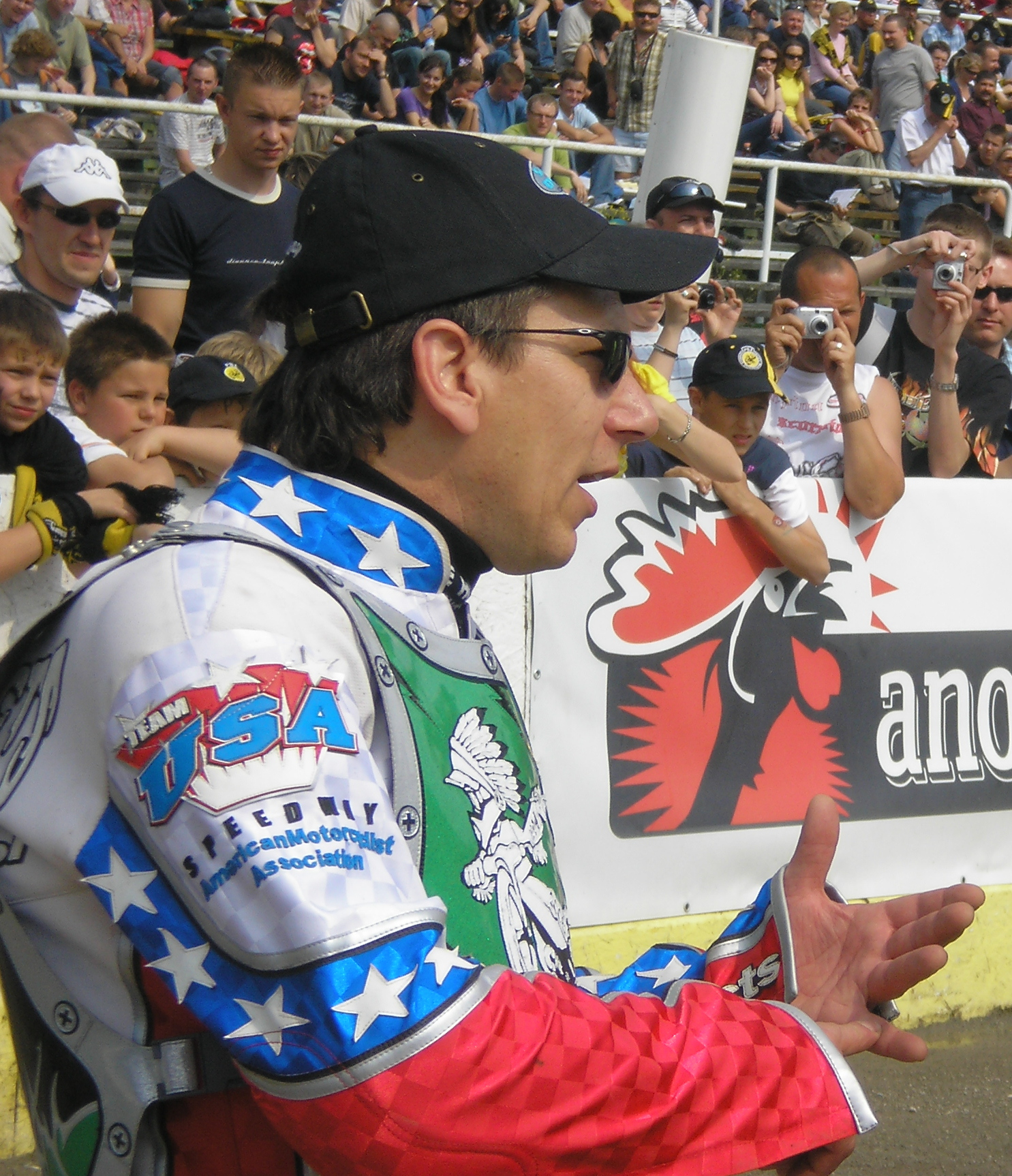
Sam Ermolenko (1992–1998)